# Greenwood (Mississippi)
Greenwood é uma cidade localizada no estado americano de Mississippi, no Condado de Leflore. É a cidade onde morreu Robert Johnson, cantor e guitarrista de blues. Cidade onde ator Morgan Freeman viveu parte de sua infância e adolescência.

## Demografia
Segundo o censo americano de 2000, a sua população era de 18.425 habitantes.
Em 2006, foi estimada uma população de 16.742, um decréscimo de 1683 (-9.1%).

## Geografia
De acordo com o United States Census Bureau tem uma área de
24,7 km², dos quais 23,9 km² cobertos por terra e 0,8 km² cobertos por água. Greenwood localiza-se a aproximadamente 41 m acima do nível do mar.

## Localidades na vizinhança
O diagrama seguinte representa as localidades num raio de 24 km ao redor de Greenwood.